# حرفة

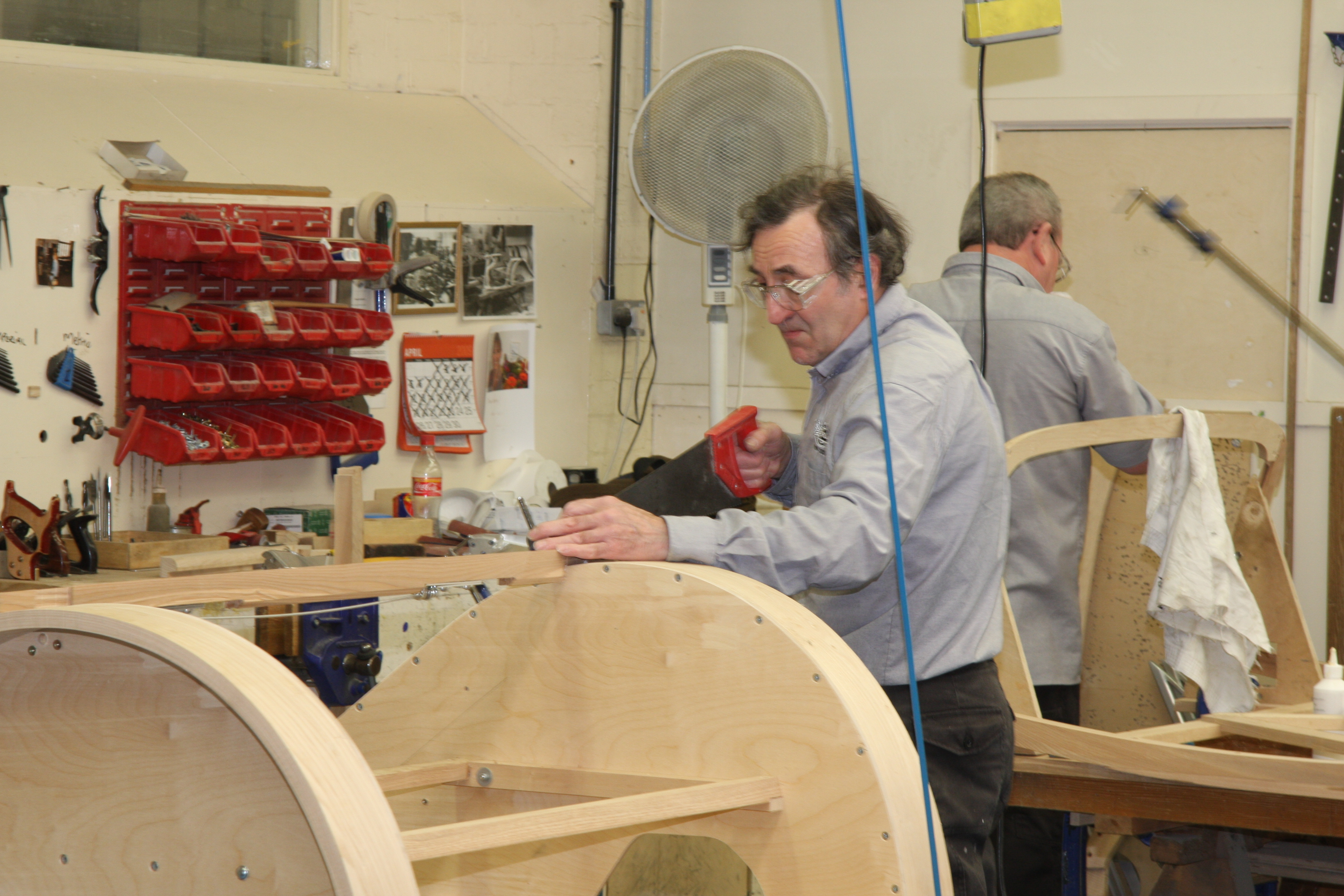
مشغولات خشبية يتم تصنيعها في ورشة

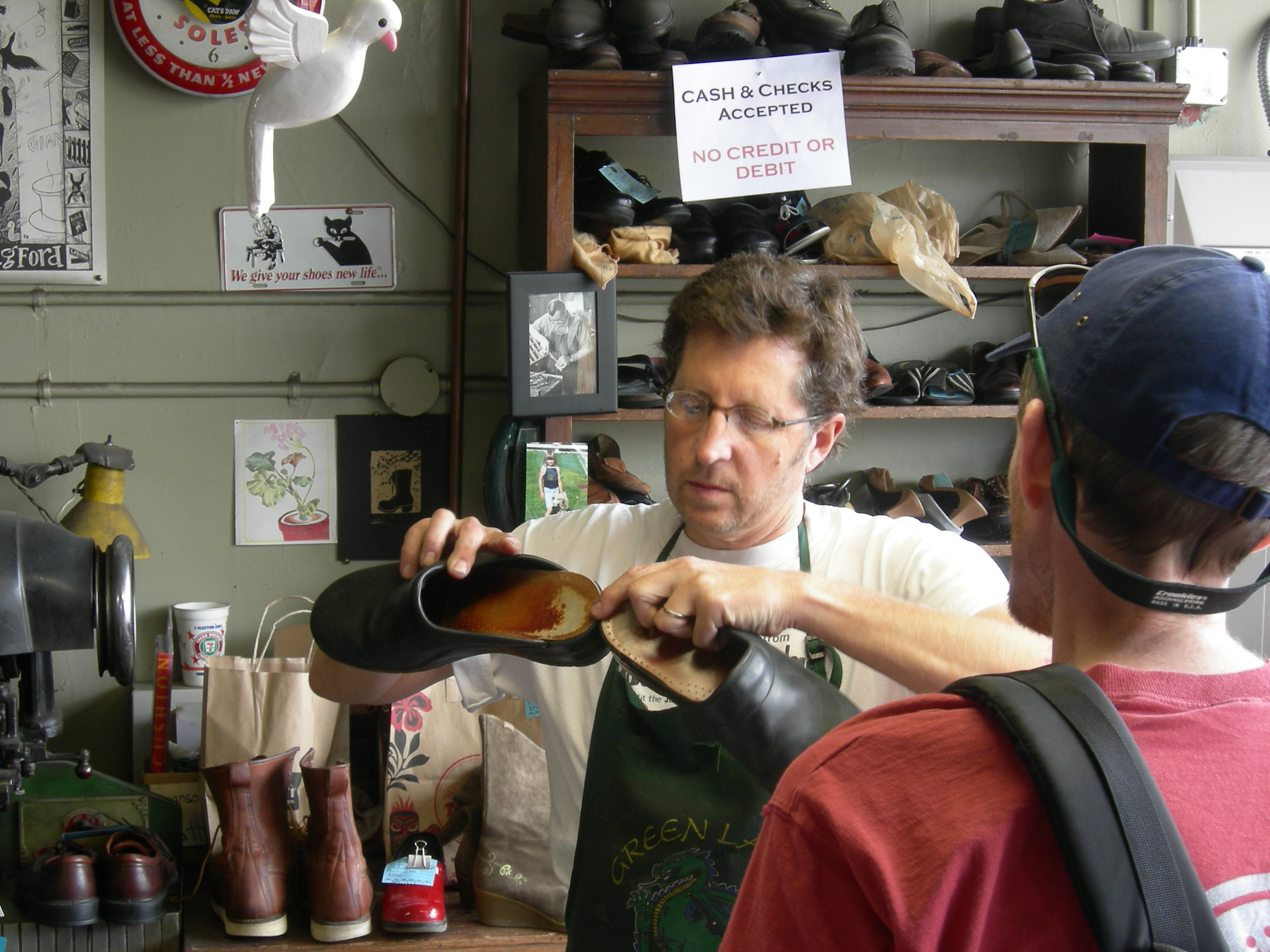
أحذية يتم إصلاحها بواسطة صانع أحذية ماهر، وفي الصورة يُقيِّم صانع الأحذية زوجًا من الأحذية بينما يراقب العميل

الحرفة هي مهنة تتطلب نوعًا خاصًا من العمالة الماهرة. في النطاق التاريخي، وخاصة فيما يتعلق بفترة العصور الوسطى وما قبلها، عادة ما كان ينطبق هذا المصطلح على الأشخاص الذين يعملون في إنتاج البضائع على نطاق ضيق. وفي هذه الأيام، استبدلت المصطلحات التقليدية الرجل الحرفي والمرأة الحرفية في كثير من الأحيان بمصطلح الحرفي ونادرًا ما تستبدل بمصطلح الشخص الحرفي (الأشخاص الحرفيين).

## التطور من الماضي حتى اليوم
تاريخيًا، يميل الحرفيون إلى التجمع في المراكز الحضرية وتشكيل النقابات. والمهارة التي تتطلبها مهنهم والحاجة إلى المشاركة الدائمة في تبادل السلع تتطلب أيضًا مستوى أعلى في التعليم، وعادة ما كان الحرفيون في وضع أكثر تميزًا من الفلاحين في التسلسل الهرمي الاجتماعي. لم تكن أسر الحرفيين قادرة على الاكتفاء الذاتي مثل الأشخاص الذين يعملون في الأعمال الزراعية ومن ثم كان الاعتماد على تبادل السلع.
وبمجرد انتهاء المتدرب من فترة التدريب على الحرفة، فإنه يصبح عاملا ماهرا يبحث عن مكان لإنشاء محل خاصته ويسعى لكسب العيش. وبعدما يُنشئ ورشته، يمكنه تسمية نفسه رئيس في مهنة.
ويعد هذا النظام نهجًا متدرجًا لإتقان الحرفة، ويشمل الحصول على كمية معينة من التعليم وتعلم المهارات، ولا يزال هذا النظام معمولاً به في بعض دول العالم حتى اليوم. ولكن خضعت الحرف للتغيرات الهيكلية العميقة أثناء ومنذ عصر الثورة الصناعية. وقد أدى الإنتاج الشامل للسلع عن طريق الصناعة على نطاق واسع إلى تقليل الحِرَفْ في قطاعات السوق التي قد لا يمكن فيها لأساليب الصناعة أو الإنتاج الشامل تلبية تفضيلات المشترين المحتملين. وإضافة إلى ذلك، ونتيجة لهذه التغيرات، يستخدم الحرفيون اليوم مكونات أو مواد شبه مصنّعة ويقومون بتكييفها مع متطلبات عملائهم أو مطالبهم، وإذا لزم الأمر، وكذلك مع بيئتهم. وهم يشاركون بذلك في تقسيم العمل بين الصناعة والحرفة.

## التصنيف
في اللغة الإنجليزية، لتصف شيئًا على أنه حرفة تصفه على أنه شيء ما بين المهارة (التي تعتمد على الموهبة والتقنية) والعلم (الذي يعتمد على المعرفة). وفي هذا المعنى، الكلمة الإنجليزية حرفة تعادل تقريبًا المصطلح اليوناني القديم حرفة. ويتبع الفن الشعبي التقاليد الحرفية، على النقيض من الفنون الجميلة أو «الفن الراقي».

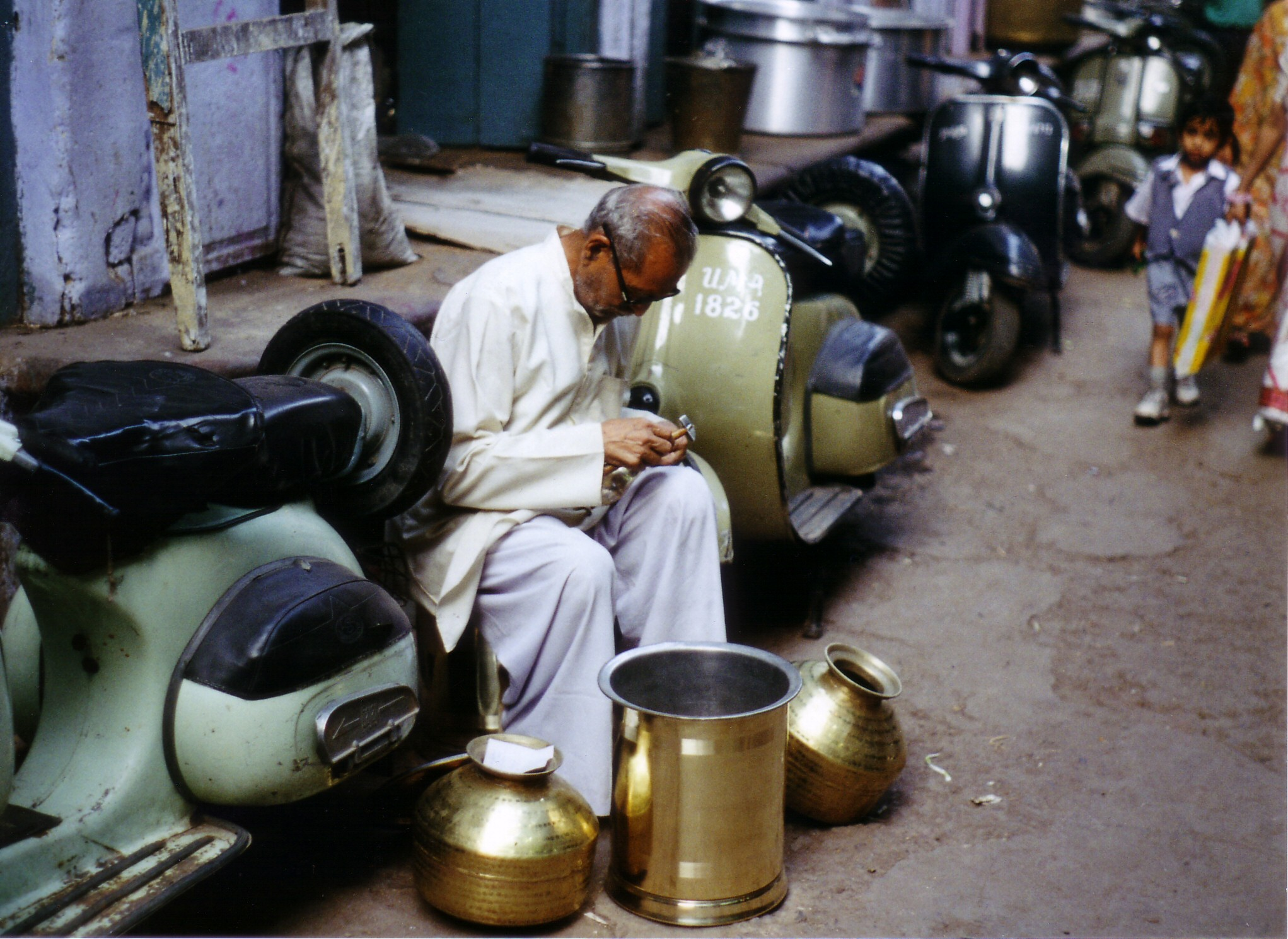
حرفة يدوية في الشارع: يظهر في الصورة حدّاد ماهر في أكرة في الهند يجلس بين سكوتر في منطقة تجارية يراقب بعناية ممارسته لتجارته

### الحرف اليدوية
الحرف اليدوية هي القطاع الرئيسي التقليدي للحرف، وهو نوع من العمل حيث تُصنع الأجهزة المفيدة والمزخرفة حتى النهاية بواسطة اليد أو باستخدام أدوات بسيطة فقط. وعادة ما يطبق هذا المصطلح على الوسائل التقليدية لصناعة السلع. الحرفية الفردية في الأصناف هي المعيار المهم، مثل الأصناف التي لها أهمية ثقافية أو دينية في كثير من الأحيان. وتكون الأصناف التي يتم إنتاجها بأساليب الإنتاج الشامل أو الآلات مختلفة عن السلع المصنوعة يدويًا.

### حركة الفنون والحرف

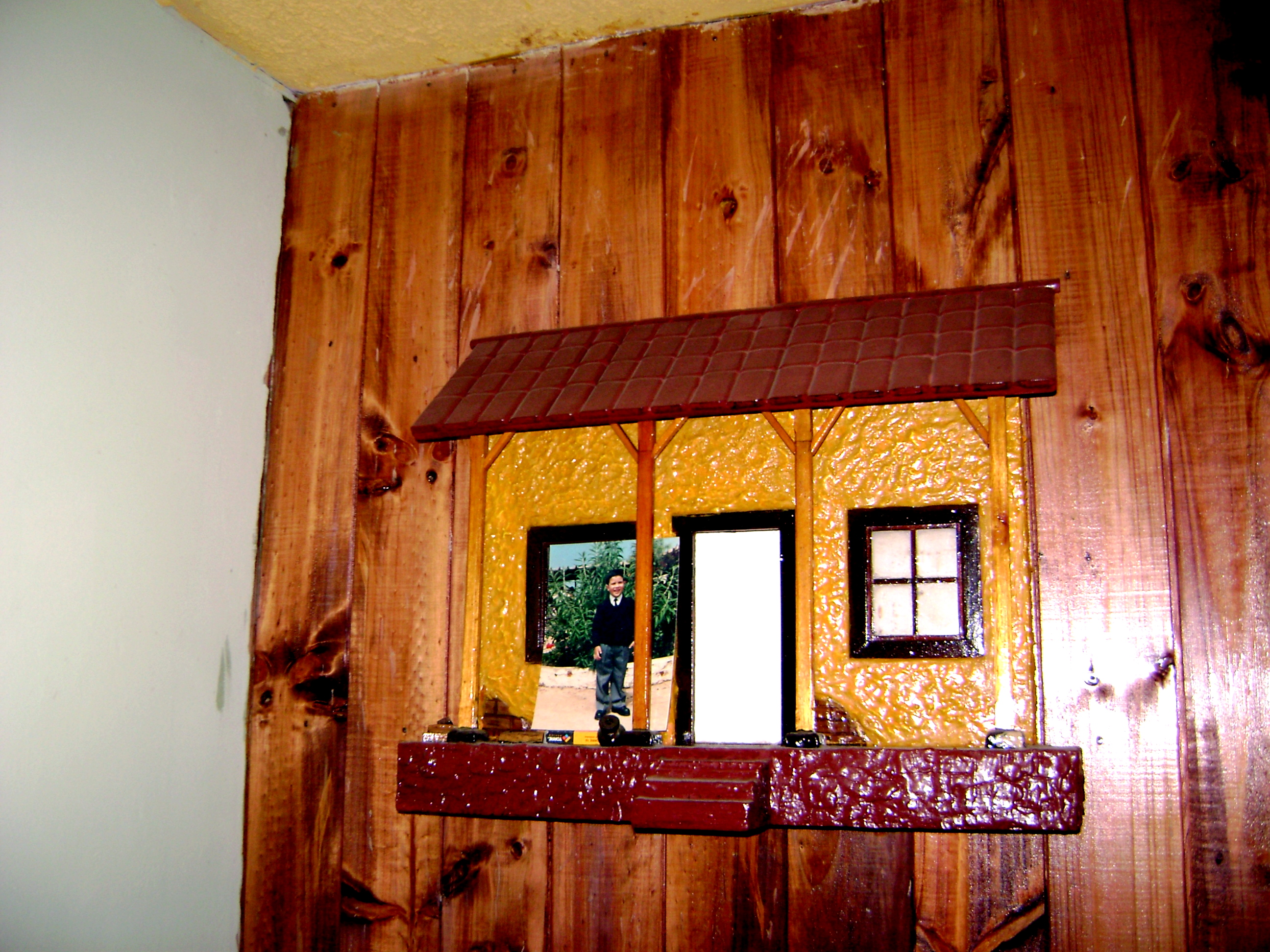
منتج مصنوع يدويًا: يظهر في الصورة نحت على واجهة منزل بسيط مصنوع على أنه صنف زخرفي

كثيرًا ما يستخدم مصطلح الحرف لوصف مجموعة من الممارسات الفنية ضمن مجموعة الفنون الزخرفية والتي يتم تحديدها حسب علاقتها بالوظيفة أو المنتجات المفيدة (مثل أشكال النحت في تقليد الوعاء) أو عن طريق استخدام الوسائط الطبيعية كـالخشب والصلصال وخزف والزجاج والمنسوجات والمعادن.

### حرف الاستوديو
هي الحرف التي تمارس بواسطة فنانين مستقلين يعملون بمفردهم أو في مجموعات صغيرة غالبًا ما يشار إليها على أنها حرفة الاستوديو. تشمل حرفة الاستوديو استوديو الفخار والأعمال المعدنية والنسج وخراطة الخشب والورق وأشكال أخرى من المشغولات الخشبية ونفخ الزجاج وفن الزجاج.

### معارض الحرف
معرض الحرف هو حدث منظم لعرض الحرف عن طريق عدد من العارضيين. يوجد محلات حرف تباع فيها هذه السلع ويتواجد فيها مجتمعات الحرف، مثل مجتمع كرافتستر (Craftster)، حيث تتم مشاركة الخبرة.

### المهني
المهني هو عامل يدوي ماهر في تجارة أو حرفة معينة. من الناحية الاقتصادية والاجتماعية، تعد حالة المهني في موضع وسط بين العامل والمحترف، مع درجة عالية للمعرفة النظرية والعملية بتجارتهم. في الثقافات التي تحظى فيها الوظائف المهنية بتقدير كبير، من الممكن أن تعاني من نقص في العمالة اليدوية الماهرة، مما يؤدي إلى إنشاء أسواق متخصصة تدر أرباحًا في التجارة.

## وصلات خارجية
- Craft Market Inclusion
- Crafters Community
- American Craft Council
- Website of German craft chambers
- The Guild of Master Craftsmen
- The Woodworkers Institute
- Business models for DIY Craft
- Craft Fairs and Crafters in the UK
- Goring Craft Fair
- Children crafts worldwide